# آلان برنات غاليغو
آلان برنات غاليغو هو سياسي أندوري، ولد في 1 نوفمبر 1971. نشط حزبياً في Liberals of Andorra ‏. وقد انتخب عضو المجلس العام لأندورا ‏.